# Алгабас (Коргалжынский район)
Алгабас (каз. Алғабас) — село в Коргалжынском районе Акмолинской области Казахстана. Входит в состав Сабундинского сельского округа. Код КАТО — 116047200.

## География
Село расположено в восточной части района на левом берегу реки Нура, на расстоянии примерно 44 километров (по прямой) к северо-востоку от административного центра района — села Коргалжын, в 5 километрах к юго-западу от административного центра сельского округа — села Сабынды.
Абсолютная высота — 340 метров над уровнем моря.
Климат холодно-умеренный, с хорошей влажностью. Среднегодовая температура воздуха положительная и составляет около +4,5°С. Среднемесячная температура воздуха в июле достигает +20,9°С. Среднемесячная температура января составляет около -14,3°С. Среднегодовое количество осадков составляет около 405 мм. Основная часть осадков выпадает в период с июня по июль.
Ближайшие населённые пункты: село Сабынды — на северо-востоке, село Кенбидаик — на юго-востоке, село Караегин — на северо-западе.

### Улицы[3]
- ул. Абая Кунанбаева.

## Население
В 1989 году население села составляло 198 человек (из них казахи — 100%).

В 1999 году население села составляло 114 человек (58 мужчин и 56 женщин). По данным переписи 2009 года, в селе проживали 64 человека (37 мужчин и 27 женщин).
| Численность населения | Численность населения | Численность населения |
| 1989                  | 1999                  | 2009                  |
| --------------------- | --------------------- | --------------------- |
| 198                   | ↘114                  | ↘64                   |